# Johann Julius Hecker

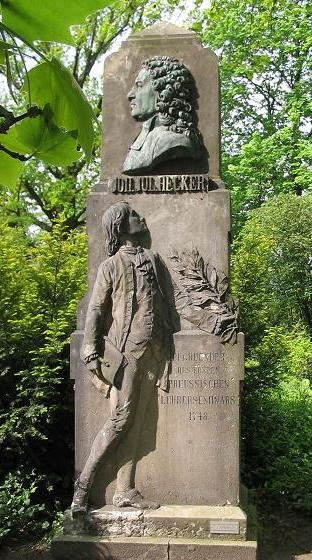
Monumento a Johann Julius Hecker, en Schlossinsel, Berlin-Köpenick

Johann Julius Hecker (2 de diciembre de 1707-24 de junio de 1768) fue un educador e intelectual alemán que creó la primera Realschule (Escuela práctica) de educación secundaria en Prusia.

## Biografía
Hecker nació en una familia de educadores en Werden, Prusia. De joven, estuvo interesado por la Teología, el Pietismo y las ideas de August Hermann Francke. Tras completar sus estudios en el gymnasium de Essen, estudió Teología, lenguas antiguas, medicina y ciencias naturales en la Universidad Martín Lutero de Halle-Wittenberg. En 1729 se convirtió en profesor del colegio Francke Pädagogium, enseñando materias como Latín, Griego antiguo, hebreo, alemán, religión, historia, aritmética, botánica, anatomía, Fisiología y Química.
En 1735, Hecker fue nombrado inspector escolar de la Militärwaisenhaus, en Potsdam, un centro escolar para los hijos y huérfanos de militares. Hecker fue también pastor de la Iglesia de la Trinidad, para la que también impartió clases en su Escuela primaria local.
En 1747 fundó la primera Realschule, la "Ökonomisch-Mathematischen Realschule" ("Realschule económico-matemática") en Berlín, por lo que Hecker es considerado el fundador de la escuela secundaria orientada a la práctica, para la que diseñó un huerto escolar y a la que en 1748 se dotó de un primer seminario de profesores prusianos. En la Realschule se formaba a los jóvenes que no eran adecuados para una educación clásica y, sin embargo, en este centro podrían obtener una educación práctica para preparar un carrera en el campo de los negocios, la fabricación o las bellas artes. La escuela pronto destacó por sus buenos profesionales.